# Dodona eugenes
Dodona eugenes е вид пеперуда от семейство Riodinidae. Видът не е застрашен от изчезване.

## Разпространение
Разпространен е във Виетнам, Индия, Камбоджа, Китай, Лаос, Малайзия (Западна Малайзия), Мианмар, Провинции в КНР, Тайван и Тайланд.